# Nykolajevka-2
Nykolajevka-2 är en by i Belarus.   Den ligger i distriktet Mahіljoŭskі Rajon och voblasten Mahiljoŭs voblast, i den nordöstra delen av landet, 180 km öster om huvudstaden Minsk. Nykolajevka-2 ligger 196 meter över havet och antalet invånare är 580.

## Natur och klimat
Terrängen runt Nykolajevka-2 är platt. Runt Nykolajevka-2 är det ganska tätbefolkat, med 192 invånare per kvadratkilometer.. Närmaste större samhälle är Mahiljoŭ, 4,7 km sydväst om Nykolajevka-2.
Omgivningarna runt Nykolajevka-2 är en mosaik av jordbruksmark och naturlig växtlighet.